# Solo i pazzi sanno amare/Ombrelli sui boulevards
Solo i pazzi sanno amare/Ombrelli sui boulevards è un 45 giri della cantautrice pop italiana Grazia Di Michele, pubblicato nel 1989 dall'etichetta discografica WEA Italiana.

## I brani
Il brano, scritto dalla Di Michele e Riccardo Giagni, ebbe un ottimo successo diventando uno dei brani più famosi della cantante .

## Lato b
Ombrelli sui boulevards, scritto dalla Di Michele su musica di Eugenio Finardi e Lucio Fabbri era il lato b del disco. Entrambi i brani sono contenuti nell'album L'amore è un pericolo.

## Tracce
Lato A
1. Solo i pazzi sanno amare – 3:40 (Riccardo Giagni, M.G. Di Michele, J. Di Michele)

Durata totale: 3:40
Lato B
1. Ombrelli sui boulevards – 4:06 (M.G. Di Michele, Eugenio Finardi e Lucio Fabbri)

Durata totale: 4:06

### Charts
| Chart (1989)  | Peak position |
| ------------- | ------------- |
| Italia (FIMI) | 25            |